# Arcadium
Arcadium war eine britische Psychedelic-Rock-Band der späten 1960er Jahre rund um den Gitarristen, Songwriter und Frontmann Miguel Sergides. Graham Best spielte Bass, Allan Ellwood Orgel, John Albert Parker Schlagzeug und Robert Ellwood die Leadgitarre. Außer dem Schlagzeuger beteiligten sich alle Bandmitglieder auch gesanglich. Wie viele Bands spielten sie zunächst in Clubs, bis sie bei dem kleinen Label Middle Earth einen Plattenvertrag erhielten. 1969 erschien ihr erstes und einziges Album Breathe Awhile auf Vinyl. Das Album wurde im Laufe der Jahre mehrfach neu veröffentlicht, seit 2010 ist es neu abgemischt und um zwei Titel erweitert auf CD erhältlich. Die jüngste CD-Veröffentlichung ist 2012 beim Label Smd Reper (zu Sony Music gehörig) erschienen.
Die kathedralenartigen Orgelklänge, die verzerrten Gitarrenklänge und die gequälten Gesänge sind Reminiszenzen an Bands wie The Doors, Iron Butterfly und Vanilla Fudge, ganz im Stil der damaligen Zeit.
Nach der Veröffentlichung ihres einzigen Albums verschwanden die Band und ihre Mitglieder in der Versenkung.

## Diskografie
Alben
- 1969: Breathe Awhile (MDLS)
- 2012: Breathe Awhile (SMD REPER)